# أبو اليسر كعب بن عمرو
أبو اليسر كعب بن عمرو (المتوفي سنة 55 هـ) صحابي، من الأنصار من بني سواد بن غنم، شهد بيعة العقبة الثانية، والمشاهد كلها، وشهد مع علي بن أبي طالب وقعة صفين، وكان آخر من شهد غزوة بدر وفاةً.

## سيرته
أسلم أبو اليسر، وشهد بيعة العقبة الثانية وعمره 20 سنة، ثم شهد المشاهد كلها، وهو الذي انتزع راية قريش يوم بدر من أبي عزيز بن عمير العبدري، وفيها أسر العباس بن عبد المطلب.
شهد أبو اليسر صفين مع علي بن أبي طالب، ومات بالمدينة المنورة في سنة 55 هـ، وهو آخر من مات ممن شهد غزوة بدر، وكان دحداحًا قصيرًا مدملكًا ذا بطن، كان لأبي اليسر من الولد عمير أمه أم عمرو بنت عمرو بن حرام عمّة جابر بن عبد الله بن عمرو بن حرام، ويزيد أمه لبابة بنت الحارث بن سعيد المُزنية، وحبيب أمه أم ولد، وعائشة أمها أم الرياع بنت عبد عمرو بن مسعود بن عبد الأشهل.

## روايته للحديث النبوي
- روى عن: النبي محمد.[4]
- روى عنه: صيفي مولى أبي أيوب الأنصاري وعبادة بن الوليد بن عبادة بن الصامت وموسى بن طلحة بن عبيد الله وحنظلة بن قيس الزرقي[2] وربعي بن حراش وابنه عمار بن أبي اليسر وعمر بن الحكم بن رافع الأنصاري.[4]
- مروياته: له أحاديث قليلة،[2] روى له البخاري في الأدب المفرد، وروى له باقي الجماعة.[4]